# Airbus Executive and Private Aviation

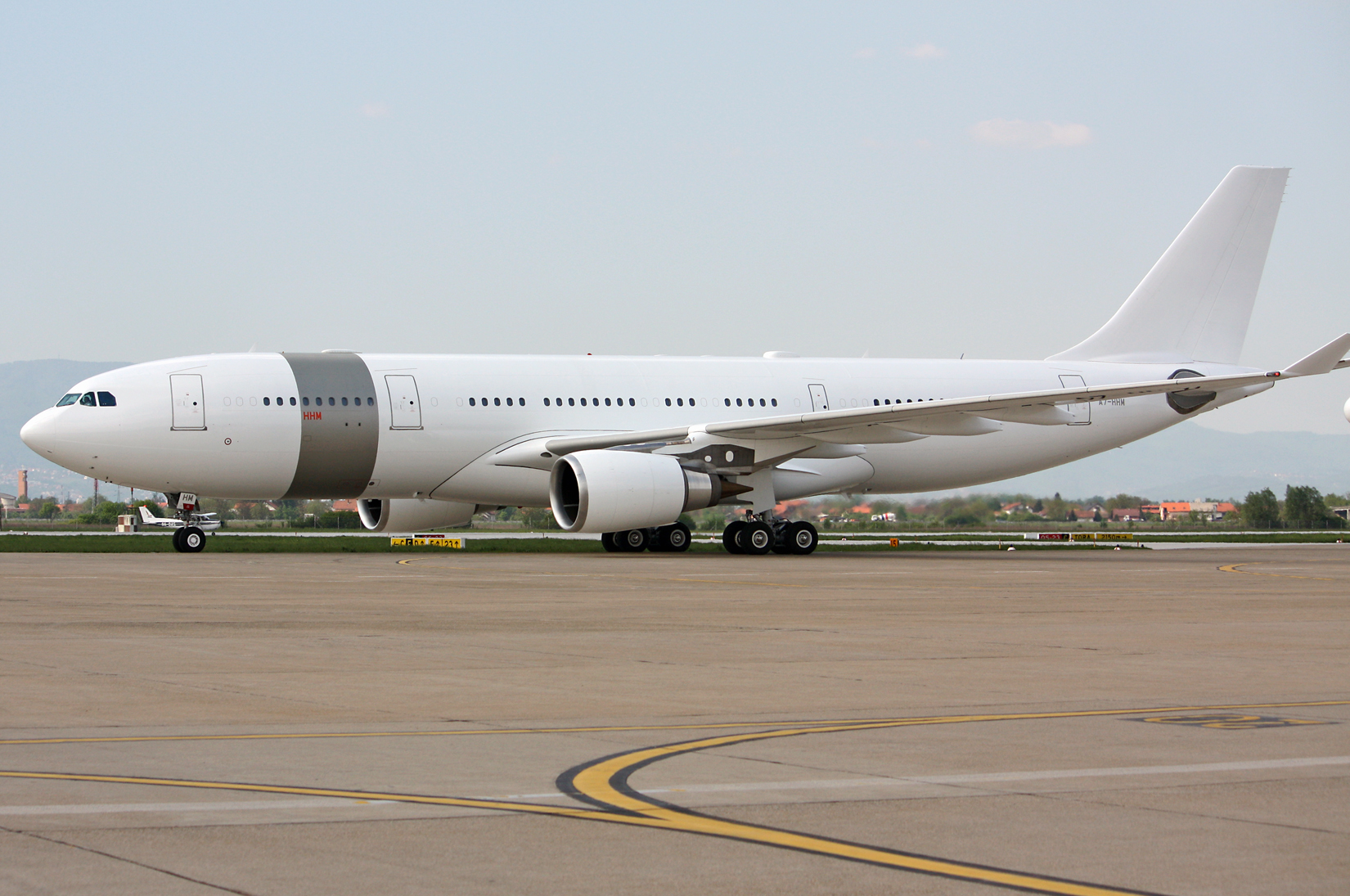
VIP-літак Airbus A330

Airbus Executive and Private Aviation — дочірнє підприємство Airbus S. A. S., займається випуском великих бізнес-літаків. Модельний ряд компанії повторює модельний ряд материнського концерну і простягається від A318 Elite до двох - або навіть трехпалубного Airbus A380 Prestige. Після початку виробництва моделі Boeing Business Jet на базі Boeing 737, Airbus у 1997 році вийшов на цей ринок з моделлю A319 Elite. Спочатку позначення Airbus Corporate Jet використовувалося тільки для моделі A319CJ, однак зараз так позначають всі моделі підприємства, включаючи широкофюзеляжні. На грудень 2008 року був поставлений 121 корпоративний та бізнес-літаків, 164 літака замовлені, включаючи модель A380 Prestige, і 107 літаків серії A320.

## Вузькофюзеляжні моделі

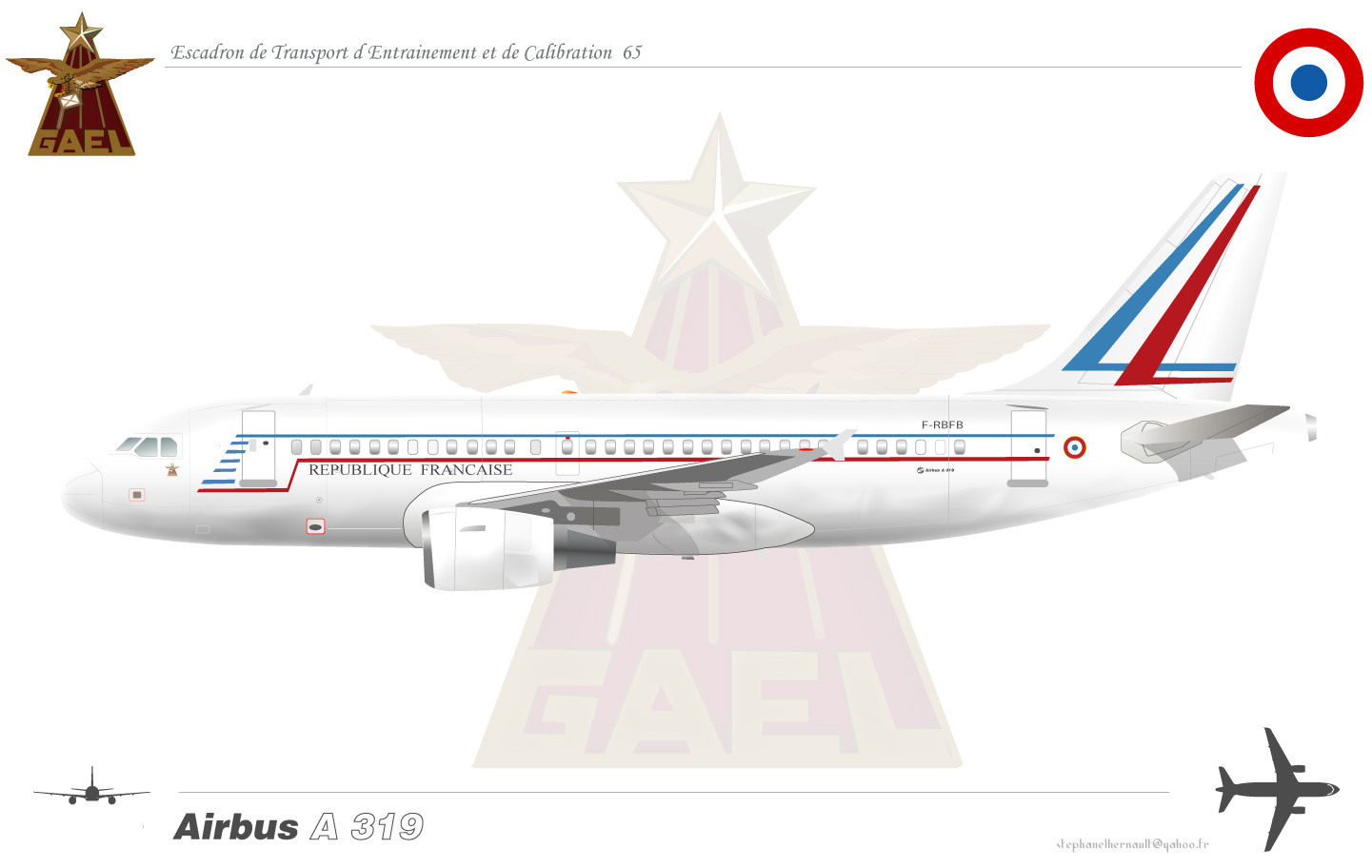
Airbus A319ACJ

Сімейство ACJ будується на базі успішної моделі A320 і з урахуванням досвіду розробки та експлуатації A319CJ. Покупець може замовити будь-яку модель сімейства A320 у вигляді корпоративного літака з сертифікацією за ETOPS-180. Зміни в порівнянні з пасажирської версії включають збільшення стелі до 12500 м і установка знімних додаткових паливних баків.

### Airbus ACJ318

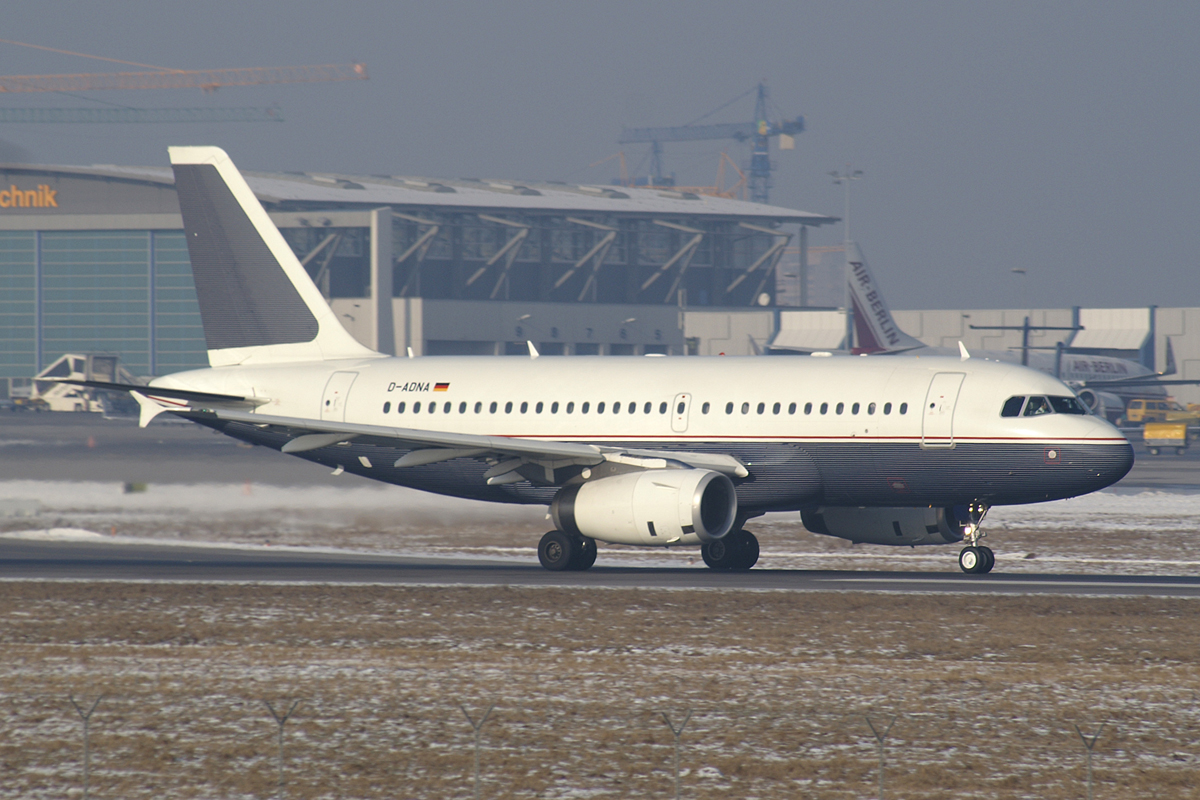
Airbus A319 Corporate Jet, що належить Daimler AG Aviation.

A318 Elite будується на базі моделі A318. Літак пропонується з кількістю місць від 14 до 18 і має дальність до 7500 км.

### Airbus ACJ319
Модель є бізнес-версією літака A319. В її вантажний відсік встановлюються додаткові знімні паливні баки, стеля збільшується до 12 000 м, дальність — до 12 000 км. При перепродажі літак можна перекомпонувати стандартний A319, прибравши додаткові баки, що підвищує його передпродажну вартість. Маючи європейську (JAA) і американську (FAA) сертифікацію, A319LR і ACJ є єдиними бізнес-літаками, яким дозволено перевозити звичайних пасажирів по обидві сторони Атлантики.
Літак вміщає від 19 до 50 пасажирів, але за бажанням замовника компонування може бути змінена на будь-який варіант. Серед експлуатантів моделі — DC Aviation, UB Group і Reliance Industries. Конкурентами A319CJ є Boeing BBJ1, Gulfstream G500/G550 і Bombardier Global Express. Однак завдяки більшому діаметру фюзеляжу літак пропонує більший простір і більше варіантів компонування. На літак встановлюються ті ж двигуни, що і на A320, CFM International CFM56-5 або IAE V2527.
A319CJ використовувався підрозділом Escadron de transport, d'entraînement et de calibrage, що відповідає за перевезення французьких вищих чиновників, і підрозділом Flugbereitschaft Luftwaffe, які виконують такі ж функції в Німеччині. З 2003 року ACJ є президентським літаком в таких країнах, як Вірменія, Бразилія, Венесуела, Італія, Малайзія, Таїланд, Туреччина, Узбекистан і Чехія.

### Airbus ACJ320
Airbus A320 Prestige пропонується покупцям, яким необхідно більше внутрішнього простору, ніж у A319. Він вміщує 30 пасажирів і має дальність 7600 км з двома знімними паливними баками.

### Airbus ACJ321
A321 в даний час не пропонується у вигляді корпоративного літака.

## Широкофюзеляжні моделі

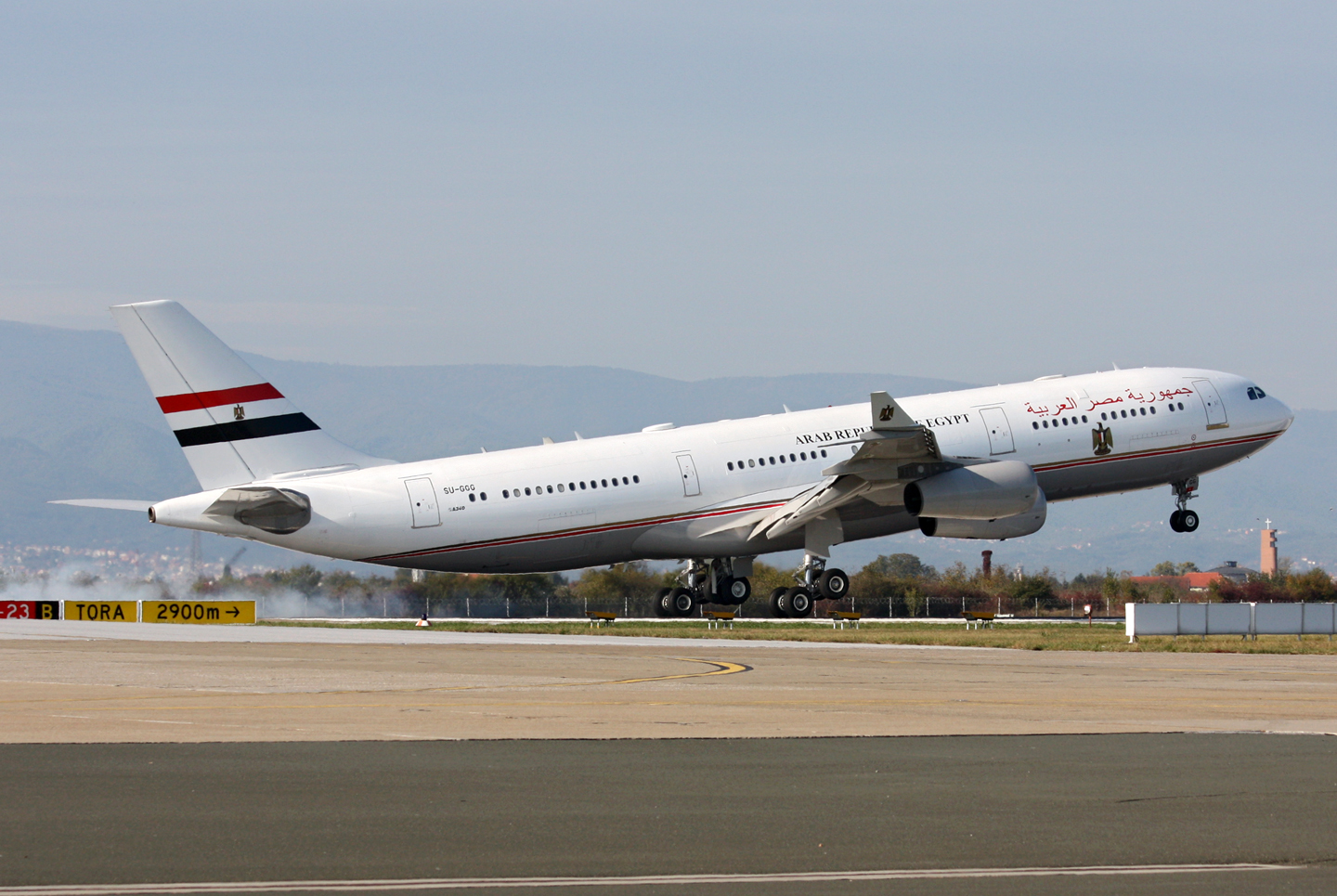
A340 уряду Єгипту

Широкофюзеляжні VIP-літаки будуються на базі моделей A330, A340, A350 і A380. Додаткові паливні баки значно підвищують їх дальність.

### Airbus ACJ330-200
Airbus A330-200 Prestige вміщує 60 пасажирів і має дальність 15 400 км.

### Airbus ACJ340-300 Prestige
Airbus A340-300 Prestige вміщує 75 пасажирів і має дальність 14 300 км. На нього встановлюються двигуни CFM56-5C4/P з тягою 151 кН кожен.

### Airbus ACJ340-500 Prestige
Більший обсяг палива і перероблене крило забезпечує Airbus A340-500 Prestige дальність 18 500 км. Він вміщує 75 пасажирів і може з'єднати два будь міста на Землі. На модель встановлюються двигуни Rolls-Royce Trent 556 тягою 249 кН.

### Airbus ACJ340-600 Prestige
Варіант на базі A340-600 з дальністю 15700 км.

### Airbus ACJ350 -800 -900 -1000 Prestige
Цей наддальньомагістральний авіалайнер повинен замінити модель A330 і частково A340, які будуть обмежені правилами ETOPS.

### Airbus ACJ380-800 Prestige
Airbus отримав замовлення на літак Airbus A380 у варіанті Prestige. Замовником стала саудівська компанія Kingdom Holding. Достовірної інформації про внутрішній устрій літака немає. Фантазії журналістів на тему внутрішнього устрою літака (яке, на їхню думку, включає стайні, гараж і опускається на льотне поле ліфт) призвели до того, що літак отримав офіційне найменування «Flying Palace» («літаючий палац»).